# Zwergfledermäuse
Die Zwergfledermäuse (Pipistrellus) sind eine Fledermausgattung aus der Familie der Glattnasen (Vespertilionidae). Sie zählt zu den taxonomisch umstrittensten Gattungen und wird in mehrere Untergattungen aufgeteilt. Weltweit gehören rund 35 Arten dazu, darunter eine ausgestorbene und auch fünf europäische.

## Beschreibung
Wie der Name schon andeutet, zählen Zwergfledermäuse zu den kleineren Vertretern der Glattnasen. Sie erreichen eine Kopfrumpflänge von 35 bis 62 Millimetern, eine Schwanzlänge von 25 bis 50 Millimetern und ein Gewicht von 3 bis 20 Gramm. Ihr Fell ist meist dunkelbraun oder schwarz gefärbt, es gibt aber auch rotbraune oder graue Vertreter. Charakteristisch sind die relativ kurzen, breiten Ohren.

## Lebensweise
Zwergfledermäuse finden sich in einer Reihe von Habitaten, sie finden sich sowohl in offenem Gelände, in Wäldern und im Gebirge. Als Schlafplätze verwenden sie Häuser, hohle Baumstämme, Felshöhlen und vieles mehr. In der Regel sind sie weniger gesellig als andere Glattnasen, viele Arten sind Einzelgänger oder sind in kleinen Gruppen von bis zu 12 Tieren zu finden. Sie gehen meist früh am Abend auf Nahrungssuche, manchmal noch bei hellem Tageslicht. Die Arten in kühleren Regionen halten Winterschlaf oder migrieren in wärmere Gebiete.
Die Nahrung der Zwergfledermäuse besteht vorwiegend aus Insekten, die sie im Flug erbeuten.
Ein- bis zweimal im Jahr bringt das Weibchen nach 40-bis 60-tägiger Tragzeit ein bis zwei Jungtiere zur Welt, wobei Zwillingsgeburten häufiger sind als bei anderen Fledermäusen. Weibchen vieler Arten bilden Wochenstuben, in welche sie sich zur Geburt und Jungenaufzucht zurückziehen.

## Die Arten
Die Systematik der Zwergfledermäuse ist noch weitgehend ungeklärt. Die rund 35 Arten werden in einige Untergattungen eingeteilt. Die frühere Untergattung Hypsugo, zu der auch die heimische Alpenfledermaus gehört, wird heute meist als eigenständige Gattung geführt. Auch die Untergattung Scotozous wird heute als eigene Gattung betrachtet. Die Untergattungen Vespadelus und Neoromicia, die manchmal ebenfalls den Zwergfledermäusen oder den Breitflügelfledermäusen (Eptesicus) zugeordnet wurden, gelten heute als eigenständige Gattungen. Die Untergattung Perimyotis  wurde in zwei eigene Gattungen Perimyotis und Parastrellus aufgeteilt.

### UntergattungPipistrellus
- Die Japanische Zwergfledermaus (Pipistrellus abramus) ist in Ost- und Südostasien verbreitet.
- Die  Sturdee-Zwergfledermaus (Pipistrellus sturdeei) ist nur vom Holotypus bekannt, der auf den Ogasawara-Inseln gesammelt wurde. Sie gilt als ausgestorben.
- Die Cape-York-Zwergfledermaus (Pipistrellus adamsi) kommt im Norden Australiens vor.
- Pipistrellus aegyptius ist im gesamten nördlichen Afrika verbreitet.
- Die Luftige Zwergfledermaus (Pipistrellus aero) lebt im nordwestlichen Kenia und möglicherweise in Äthiopien. Sie gilt als gefährdet.
- Die Sri-Lanka-Zwergfledermaus (Pipistrellus ceylonicus) ist in Süd- und Südostasien verbreitet.
- Die Indische Zwergfledermaus (Pipistrellus coromandra) ist im südlichen Asien, von Afghanistan bis Thailand, beheimatet.
- Die Breitköpfige Zwergfledermaus (Pipistrellus crassulus) lebt im mittleren Afrika.
- Die Endo-Zwergfledermaus (Pipistrellus endoi) ist auf der japanischen Insel Honshū endemisch. Die Art gilt als bedroht.
- Die Java-Zwergfledermaus (Pipistrellus javanicus) lebt im gesamten Süden und Südosten Asiens. Die Unterarten babu (Himalaya-Gebiet) und peguensis (Myanmar) werden manchmal als eigene Arten betrachtet.
- Die Weißrandfledermaus (Pipistrellus kuhlii) ist im südlichen Europa, Westasien und ganz Afrika verbreitet.
- Pipistrellus macrotis lebt in Südostasien.
- Die Madeira-Fledermaus (Pipistrellus maderensis) ist auf Madeira und den Kanarischen Inseln endemisch. Die Art gilt als gefährdet.
- Pipistrellus minahassae ist im nördlichen Sulawesi endemisch.
- Weihnachtsinsel-Zwergfledermaus (Pipistrellus murrayi), auf der australischen Weihnachtsinsel endemisch, seit 2009 nicht mehr gesichtet und möglicherweise ausgestorben.
- Pipistrellus nanulus lebt im mittleren Afrika.
- Die Bananen-Zwergfledermaus (Pipistrellus nanus) ist in ganz Afrika südlich der Sahara und auf Madagaskar verbreitet.
- Die Rauhautfledermaus (Pipistrellus nathusii) ist in weiten Teilen Europas und dem westlichen Asien verbreitet.
- Pipistrellus paterculus lebt in Nordindien, Myanmar und Südchina.
- Pipistrellus permixtus ist nur aus Tansania bekannt.
- Die (Eigentliche) Zwergfledermaus (Pipistrellus pipistrellus) lebt in weiten Teilen Eurasiens.
- Die Mückenfledermaus (Pipistrellus pygmaeus), die in Eurasien lebt, wurde erst in jüngerer Zeit als eigene Art erkannt.
- Racey-Zwergfledermaus (Pipistrellus raceyi) ist endemisch auf Madagaskar.
- Pipistrellus rueppelli ist in Südwestasien und weiten Teilen Afrikas beheimatet.
- Die Rostfarbene Zwergfledermaus (Pipistrellus rusticus) ist in Afrika südlich der Sahara verbreitet.
- Pipistrellus simandouensis kommt in Liberia und Guinea vor.
- Die Winzige Zwergfledermaus (Pipistrellus tenuis) lebt im südlichen und südöstlichen Asien, in Neuguinea, dem nördlichen Australien und den Salomonen. Die Unterarten adamsi (nördliches Australien), angulatus (Neuguinea, Salomonen), collinus (Neuguinea), mimus (Süd- und Südostasien), papuanus (Molukken, Neuguinea) und wattsi (Neuguinea) werden manchmal als eigene Arten betrachtet.
- Die Mangroven-Zwergfledermaus (Pipistrellus westralis) bewohnt das nördliche Australien.

### UntergattungFalsistrellus
- Pipistrellus affinis lebt in Nordindien, Myanmar und dem südlichen China.
- Pipistrellus mordax kommt nur auf Java vor.
- Pipistrellus petersi ist in Indonesien und auf den Philippinen beheimatet.
- Pipistrellus tasmaniensis lebt im südlichen und südöstlichen Australien. Die Unterart mackenziei (südwestliches Westaustralien) wird manchmal als eigene Art geführt.

### UntergattungArielulus
- Pipistrellus circumdatus ist von Südchina bis Java verbreitet.
- Pipistrellus cuprosus ist auf Borneo endemisch.
- Pipistrellus societatis kommt nur auf der Malaiischen Halbinsel vor.